# زمین‌لرزه ۱۹۲۹ آرژانتین
زمین‌لرزه آرژانتین  در تاریخ ۳۰ مه ۱۹۲۹ میلادی، برابر با ‎۹ خرداد ۱۳۰۸، ساعت ۹:۴۳:۳۰ به زمان یوتی‌سی در آرژانتین رخ داد. ژرفای این زلزله ۳۵ کیلومتر بود. بزرگی آن ۶٫۸ در مقیاس ریشتر اعلام شده‌است. زمین‌لرزه به وقت محلی در روز پنج‌شنبه، ساعت ۶ روی داده و منطقه زمانی آن یوتی‌سی -۳ بوده‌است (با لحاظ تغییر ساعت تابستانی).
شمار کشتگان زلزله حدود ۵۲ نفر بوده‌است.